# Чеботарь Руслан Петрович
Русла́н Петро́вич Чебота́рь (4 травня 1978 — 9 липня 2016) — солдат Збройних сил України, учасник російсько-української війни.

## Життєпис
Народився 1978 року в Копайгороді (Барський район, Вінницька область). В дитинстві переїхав з мамою на Літинщину, мешкав у Селищі, де закінчив загальноосвітню школу. Мешкав у Літині.
24 квітня 2015 року мобілізований як доброволець, пройшов підготовку на Рівненському полігоні. Спочатку служив снайпером, потім кулеметником роти вогневої підтримки; солдат 25-го окремого мотопіхотного батальйону.
9 липня 2016-го вранці противник розпочав масований артилерійський обстріл, під прикриттям якого спробував провести атаку поблизу села Троїцьке на позиції ЗСУ. Загинули старший сержант Володимир Новгородський, солдати Руслан Чеботарь — смертельно поранило уламком від снаряда, та Олександр Домашенко (за іншими даними — біля смт Луганське); атаку було відбито. Ще один вояк помер від поранень, двоє перебували у тяжкому стані, кілька легкопоранених й контужених.
13 липня 2016 року похований у Копайгороді.
Без Руслана лишились мати та бабуся.

## Нагороди та вшанування
- указом Президента України № 476/2016 від 27 жовтня 2016 року «за особисту мужність і високий професіоналізм, виявлені у захисті державного суверенітету та територіальної цілісності України, вірність військовій присязі» — нагороджений орденом «За мужність» III ступеня (посмертно)[1].